# مسیتا (نیومکزیکو)
مسیتا (به انگلیسی: Mesita) یک منطقهٔ مسکونی در ایالات متحده آمریکا است که در شهرستان سیبولا، نیومکزیکو واقع شده‌است. مسیتا ۲۷٫۷۵ کیلومتر مربع مساحت و ۸۰۴ نفر جمعیت دارد و ۱٬۷۲۸ متر بالاتر از سطح دریا واقع شده‌است.